# Polipi na materici
Polipi su benigni izraštaji koji se formiraju na membranama sluznica. Na materici se razvijaju u endometrijumu i mogu biti veliki nekoliko milimetara. Mogu se pojaviti u bilo kom periodu života žene, najčešće u 40-im, 50-im godinama. Vrlo često ih ne prate nikakvi simptomi, ali su moguća krvarenja između menstruacija, pojačano krvarenje u toku menstruacije ili blaga krvarenja kod žena u menopauzi. Otklanjaju se hirurškim putem.

## Literatura
- Bates, Jane A. (1997). Practical Gynaecological Ultrasound. Cambridge, UK: Cambridge University Press.  1-900151-51-0.

|  | Molimo Vas, obratite pažnju na važno upozorenje u vezi sa temama iz oblasti medicine (zdravlja). |